# Hyde Park (Vermont)
Hyde Park es un pueblo ubicado en el condado de Lamoille en el estado estadounidense de Vermont. En el año 2010 tenía una población de 2.954 habitantes y una densidad poblacional de 29,25 personas por km².

## Geografía
Hyde Park se encuentra ubicado en las coordenadas 44°37′10″N 72°33′41″O / 44.61944, -72.56139.

## Demografía
Según la Oficina del Censo en 2000 los ingresos medios por hogar en la localidad eran de $38,650 y los ingresos medios por familia eran $44,185. Los hombres tenían unos ingresos medios de $30,000 frente a los $25,304 para las mujeres. La renta per cápita para la localidad era de $20,293. Alrededor del 5.8% de la población estaba por debajo del umbral de pobreza.